# بئر البنات
بئر البنات بئر كبيرة تقع في العراق وعلى الجانب الشرقي من نهر دجلة وعلى يمين الطريق بين الموصل وناحية النبي يونس. وفي اواسط القرن التاسع عشر، كان يدور بين أهل الموصل، إسطورة بان هذه البئر تنتابها بنات الجن ليلاً . ومن هنا جاءت تسميتها ببئر البنات .